# Liste der Finanzminister San Marinos
Diese Liste gibt einen Überblick über die Finanzminister San Marinos.
Das Finanzministerium ist eines der zehn 2005 gesetzlich festgelegten Ressorts (Dicasteri). Der Amtsinhaber führt die Bezeichnung Segretario di Stato per le Finanze e il Bilancio. Das Finanzressort gehörte traditionell zu den Zuständigkeiten des Innenministers (Segretario di Stato per gli Affari Interni), der nach dem Zweiten Weltkrieg den Titel Segretario di Stato per gli Affari Interni e Finanze führte. 1961 wurde das Amt des Vice Segretario di Stato Affari Interni e Finanze eingeführt, der für den Bereich Finanzen zuständig war. Erst seit 1969 existiert das Amt des Finanzministers.

## Liste der Vize-Minister von 1961 bis 1969
| Name              | Partei | Amtszeit         | Amtszeit          | Kommentar |
| Name              | Partei | von              | bis               | Kommentar |
| ----------------- | ------ | ---------------- | ----------------- | --------- |
| Pietro Giancecchi | PSDIS  | 5. Dezember 1961 | 12. November 1969 |           |

## Liste der Finanzminister seit 1969
| Name                   | Partei | Amtszeit           | Amtszeit          | Kommentar |
| Name                   | Partei | von                | bis               | Kommentar |
| ---------------------- | ------ | ------------------ | ----------------- | --- |
| Giancarlo Ghironzi     | PDCS   | 12. November 1969  | 17. Januar 1972   | + Dicasteri per l’Artigianato e il Commercio |
| Luigi Lonfernini       | PDCS   | 17. Januar 1972    | 27. März 1973     | + Dicasteri per l’Artigianato e il Commercio |
| Remy Giacomini         | PSS    | 27. März 1973      | 17. Juli 1978     | + Dicasterio per la Programmazione |
| Emilio Della Balda     | PSU    | 17. Juli 1978      | 26. Juli 1986     | + Dicasterio per la Programmazione |
| Clara Boscaglia        | PDCS   | 26. Juli 1986      | 22. Juli 1990     | + Dicasteri per la Programmazione, l‘Informazione e i Rapporti con l’A.A.S.F.N. |
| Clelio Galassi         | PDCS   | 07. September 1990 | 15. Mai 2002      | + Dicasteri per la Programmazione, l‘Informazione e i Rapporti con l’A.A.S.F.N. (bis 28. März 2000) + Dicasteri per le Poste, le Telecommunicazione e i Rapporti con le A.A.S.F.N. (28. März 2000–12. Juli 2001) + Dicasteri per la Programmazione Economica e i Rapporti con le Aziende Autonome di Stato e i Trasporti (ab 12. Juli 2001) |
| Pier Marino Menicucci  | PDCS   | 15. Mai 2002       | 20. Mai 2002      | kommissarisch + Dicasteri la Programmazione Economica e i Rapporti con le Aziende Autonome di Stato e i Trasporti |
| Fiorenzo Stolfi        | PSS    | 20. Mai 2002       | 16. Dezember 2002 | + Dicasteri per i Rapporti con l’A.A.S.F.N. e i Trasporti (20. Mai 2002–25. Juni 2002) + Dicasteri per la Programmazione Economica, i Rapporti con l’A.A.S.F.N. e i Trasporti (ab 25. Juni 2002) |
| Pier Marino Mularoni   | PDCS   | 16. Dezember 2002  | 27. Juli 2006     | + Dicasteri per le Poste e Telecommunicazioni e i Rapporti con l’A.A.S.F.N. (16. Dezember 2002–12. Dezember 2003) + Dicasteri per i Trasporti, i Rapporti con l’A.A.S.F.N. e con l’A.A.A.S. (12. Dezember 2003–21. Februar 2005) + Dicasteri per i Trasporti, la Ricerca e i Rapporti con l’A.A.S.F.N. (ab 21. Februar 2005)                |
| Stefano Macina         | PSD    | 27. Juli 2006      | 03. Dezember 2008 | + Dicasteri per le Poste e i Rapporti con l’A.A.S.F.N |
| Gabriele Gatti         | PDCS   | 03. Dezember 2008  | 19. April 2010    | + Dicasterio per i Rapporti con l’A.A.S.F.N. (2008–2010) |
| Pasquale Valentini     | PDCS   | 30. April 2010     | 05. Dezember 2012 | + Dicasterio per i Rapporti con l’A.A.S.F.N. (bis 19. Juli 2012) + Dicasteri per i Rapporti con l’A.A.S.F.N. e la Pubblica Istruzione (20. Juli 2012) |
| Claudio Felici         | PSD    | 05. Dezember 2012  | 22. Oktober 2014  | + Dicasteri per le Poste e i Rapporti con l’A.A.S.F.N |
| Gian Carlo Capicchioni | PSD    | 22. Oktober 2014   | 27. Dezember 2016 | + Dicasteri per le Poste e i Rapporti con l’A.A.S.F.N |
| Simone Celli           | SSD    | 27. Dezember 2016  |                   | + Dicasteri per le Poste, i Trasporti e la Programmazione Economica |

Mitunter übernimmt der Finanzminister auch weitere Ressorts (Dicasteri) diese werden in der Kommentarspalte angegeben.

## Parteien
| PDCS  | Partito Democratico Cristiano Sammarinese  |
| PSDIS | Partito Socialista Democratico Sammarinese |
| PSD   | Partito dei Socialisti e dei Democratici   |
| PSS   | Partito Socialista Sammarinese             |
| PSU   | Partito Socialista Unitario                |
| SSD   | Sinistra Socialista Democratica            |